# 미카와촌 (효고현)
미카와촌(三河村)은 효고현 시소군에 설치되었던 촌이다. 현재의 사요정에 해당한다.

## 역사
- 1889년 4월 1일 - 정촌제 시행에 수반해 시소군 미카와촌이 성립하였다.
- 1955년 7월 20일 - 도쿠사촌, 나카야스촌과 합병해, 사요정이 성립되었기 때문에 폐지되었다.